# Chasan Barojew
Chasan Macharbiekowicz Barojew (ros. Хасан Махарбекович Бароев; ur. 1 grudnia 1982 w Duszanbe) – rosyjski zapaśnik w stylu klasycznym. Trzykrotny olimpijczyk. Mistrz olimpijski z Aten 2004, drugi w Pekinie 2008, czternasty w Londynie 2012 (kategoria 120 kg).
Decyzją z dnia 10 listopada 2016 roku, został pozbawiony srebrnego medalu z 2008 z powodu stwierdzenia użycia niedozwolonej substancji.
Występuje w kategorii do 120 kilogramów. Zdobył złoty medal Mistrzostw Świata w 2003 i Mistrzostw Świata w 2006, srebrny medalista Mistrzostw Świata w 2007. Na mistrzostwach Europy zdobył dwa złote (2007, 2011), dwa srebrne (2008, 2012) i  brązowy medal (2006). Drugi w Pucharze Świata w 2003 i 2006; czwarty w 2008.
Mistrz Rosji w 2003, 2004, 2006 i 2010, trzeci w 2007 roku.